# تپه خسرو بلاغی
تپه خسرو بلاغی مربوط به دوره اشکانیان - دوره ساسانیان -قرون میانه دوران‌های تاریخی پس از اسلام است و در شهرستان زنجان، بخش مرکزی، دهستان قلتوق، ۲/۱ کیلومتری شمال شرقی روستای شیخ جابر واقع شده و این اثر در تاریخ ۲۶ اسفند ۱۳۸۷ با شمارهٔ ثبت ۲۵۹۴۷ به‌عنوان یکی از آثار ملی ایران به ثبت رسیده است.